# Província de Dundgovi
Dundgovi (en mongol:Дундговь, Gobi mitjà) és la vciutat de Mandalgovi.
Ocupa una superfície de 74.690 km² i la seva població, l'any 2008, era de 48.000 habitants 

## Clima
La província de Dundgobi està situada al sud de Mongòlia, en gran part és una estepa semiàrida amb turons baixos. La temperatura a l'estiu pot arribar als 32 °C però a l'hiver arriben a -22 °C, la pluviometria és baixa i també ho és la humitat relativa de l'aire.
A la primavera hi pot haver tempestes de sorra i a l'hivern el zud.

## Economia
Hi ha molta activitat ramadera i productes preuats com la llana caixmir. Es produeix la beguda alcohòlica kumis feta amb llet fermentada d'euga.